# 韋爾布卡 (科韋利區)
51°14′28″N 24°42′45″E / 51.24111°N 24.71250°E
韋爾布卡（烏克蘭語：Вербка）是位於烏克蘭西北部沃倫州科韋利區的村莊，始建於1543年，面積0.58平方公里，海拔高度180米，2001年人口697，人口密度每平方公里1,197.59人。